# Mario Chiri
Mario Chiri (Pavia, 7 ottobre 1883 – Roma, 16 aprile 1915) è stato un sindacalista e avvocato italiano, attivo nell'ambito del cattolicesimo sociale e collaboratore di Giuseppe Toniolo.

## Biografia
Nacque nel 1883 a Pavia, secondo di tre figli di Giuseppe Chiri ed Edvige Busti, fratello di Camillo ed Ercole, a sua volta politico e partigiano.
Cresciuto in una famiglia cattolica, intraprese studi umanistici, interessandosi di letteratura e politica e in particolare della questione sociale. Concluso il liceo si iscrisse alla facoltà di legge presso l'Università di Pavia, laureandosi nel 1905. Già nel 1904 era divenuto consigliere provinciale per il mandamento di Corteolona.
Poco dopo avere iniziato ad esercitare come avvocato, fu chiamato a lavorare a Roma presso il Ministero dell'agricoltura, dell'industria e del commercio dal suo ex docente Giovanni Montemartini nel 1906. Nella capitale partecipò dei fermenti di rinnovamento in ambito religioso, sociale e politico. Si occupò delle questioni del lavoro femminile e del lavoro minorile pubblicando la relazione Il lavoro dei fanciulli nell'industria in Italia nella Rivista internazionale di scienze sociali. Vinse una borsa di studio per perfezionamento all'estero della FUCI, nella quale assunse in seguito un ruolo importante. Divenne amico dell'esponente del cattolicesimo sociale italiano Giuseppe Toniolo, che gli propose di trasferirsi a Firenze per lavorare nell'Unione Popolare, tuttavia a malincuore rifiutò per completare un'inchiesta ministeriale sulle organizzazioni operaie cattoliche, pubblicata poi nel 1911. Esponente della corrente cristiano-sociale, divenne in seguito vicepresidente dell'Unione Popolare, poi presidente dell'Unione cattolica del lavoro e della Federazione romana della mutualità nel 1912. Si sposò con Lina Cusi nel 1912.
Morì precocemente nel 1915 a Roma per i postumi di una appendicectomia.

## Opere
- Il breve della mercanzia dei mercanti di Pavia (Breve mercadantie mercatorum Papie), Pavia, Fratelli Fusi, 1909.

## Intitolazioni
Gli è stata dedicata una via a Roma nel quartiere Collatino e una nella nativa Pavia.